# Кузнєцово (Плоскоське сільське поселення)
Кузнєцово (Плоскоське СП) (рос. Кузнецово) — присілок в Торопецькому районі Тверської області Російської Федерації.
Населення становить 0 осіб. Входить до складу муніципального утворення Плоскоське сільське поселення.

## Історія
Від 2005 року входить до складу муніципального утворення Плоскоське сільське поселення.

## Населення
1. Н/Д[2]